# Anthracophora borneensis
Anthracophora borneensis är en skalbaggsart som beskrevs av Ernst Gustav Kraatz 1898. Anthracophora borneensis ingår i släktet Anthracophora och familjen Cetoniidae. Inga underarter finns listade i Catalogue of Life.